# Candal
Candal is een plaats (freguesia) in de Portugese gemeente São Pedro do Sul en telt 150 inwoners (2001).